# 羅德里戈·弗雷塔斯潟湖
22°58′16″S 43°12′42″W / 22.971117°S 43.211718°W

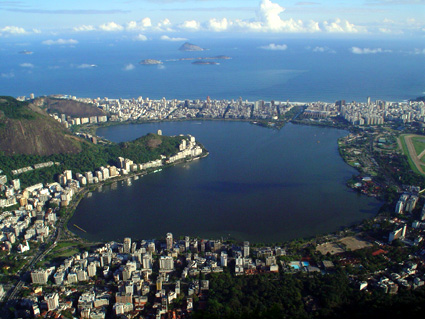
羅德里戈·弗雷塔斯潟湖

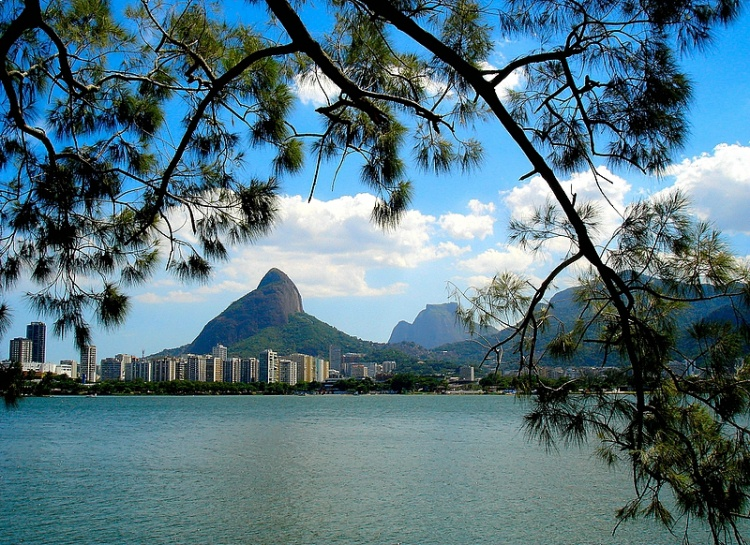
地面景觀

羅德里戈·弗雷塔斯潟湖（葡萄牙語：Lagoa Rodrigo de Freitas，簡稱為拉各亞）是一個位於巴西里約熱內盧拉各亞的潟湖，以一名葡萄牙軍人命名。該潟湖藉由運河與大西洋相通。
湖中有皮拉奎島（Piraquê Island）和蓋卡拉斯島（Caiçaras Island）兩座島嶼。

## 2016年夏季奧運會
此處是2016年夏季奧林匹克運動會與2016年夏季帕拉林匹克運動會的比賽場地。奧運會的輕艇競速、划船比賽及帕運會的輕艇、划船比賽皆於此進行。